# Crimora lutea
Crimora lutea Baba, 1949 è un mollusco nudibranchio della famiglia Polyceridae.

## Distribuzione e habitat
La specie è diffusa nell'oceano Indiano e nel Pacifico orientale, .